# Yedjou
Le Yedjou (ge'ez : የጁ) est un territoire en Éthiopie se trouvant dans le nord de la province du Wello. Le terme désigne également la dynastie oromo de cette région et ayant régné à Gonder durant le Zemene Mesafent. Leur suprématie prend fin avec la bataille d'Ayshal, en 1853, lorsque Téwodros II lance le processus d'unification nationale.